# Ignacio Figueroa y Mendieta
Joaquín Ignacio Figueroa y Mendieta (Llerena, 22 de abril de 1808-Madrid, 11 de marzo de 1899) fue un político español.

## Biografía
Nacido en Llerena el 22 de abril de 1808, su padre, un afrancesado que había vivido en Marsella, había hecho una considerable fortuna invirtiendo en empresas mineras de extracción de plomo en Andalucía, que Ignacio heredó.
En 1852 contrajo matrimonio con Ana de Torres, vizcondesa de Irueste, en una unión que unió a un burgués acaudalado —él— con una aristócrata con algunas dificultades económicas, con lo que consiguió acceder a los círculos aristocráticos. Obtuvo la condición de diputado por primera vez en 1865 al sustituir a Manuel García Barzanallana, representante por el distrito de Guadalajara elegido en 1864. Sería elegido diputado por dicho distrito durante el reinado de Isabel II en 1865 y en 1867. Fue senador por primera vez en el periodo 1867-1868. Durante el reinado de Amadeo I sería elegido diputado por el distrito de Puentedeume en las elecciones de abril de 1872.
Elegido diputado en las elecciones de 1876, las primeras de la Restauración, por el distrito de Guadalajara, renunció al escaño en 1877 tras ser nombrado de nuevo senador. cargo que ejercería hasta 1899.
Falleció en Madrid el 11 de marzo de 1899.
Fue padre de Francisca de Paula, José, Álvaro (el conde de Romanones), Gonzalo y Rodrigo.